# Partido de Acción Nacional Boliviano
Partido de Acción Nacional Boliviano (PAN-BOL) fue un partido político de origen boliviano. Fue fundado el 7 de marzo de 2018 por Romny Soruco y Abdías Cárdenas. PAN-BOL participó tanto en las elecciones de 2019 como en las elecciones de 2020. También fue parte de las elecciones subnacionales de 2021, donde perdió en todas las gobernaciones.

## Historia

### Fundación
PAN-BOL nació originalmente como un frente regional en Tarija, un 7 de mayo de 2016. Después de tramitar su personería jurídica para convertirse en partido nacional, se refundó el 7 de marzo de 2018.

### Elecciones generales de 2019
PAN-BOL participó por primera vez en las elecciones generales de 2019 donde se postuló a la presidencia a la abogada y excandidata a senadora, Ruth Nina a la presidencia, así como al juez Leopoldo Chui. En esta elección obtuvo el 0,69% de los votos y termino en séptimo lugar. Debido a las protestas en Bolivia de 2019 que derivaron en la renuncia de Evo Morales, esos comicios fueron anulados, según la Ley de Régimen Excepcional y Transitorio para la Realización de Elecciones Generales, promulgada por la entonces, presidenta de Bolivia, Jeanine Añez.

### Elecciones generales de 2020
Para las elecciones generales de Bolivia de 2020 postuló al dirigente gremial minero, Feliciano Mamani a la presidencia y a Ruth Nina, ratificándola para la vicepresidencia. PAN-BOL obtuvo el 0,52% de los votos ubicándose en el quinto lugar.

### Elecciones generales de 2025
Para las elecciones generales de Bolivia de 2025, PAN-BOL buscó postular al expresidente Evo Morales como candidato presidencial. Sin embargo, el 7 de mayo del mismo año, el Tribunal Supremo Electoral (TSE) canceló la personería jurídica del partido debido a que no obtuvieron el 3% de votos válidos en las anteriores elecciones generales. El 5 de junio, el Tribunal Constitucional Plurinacional (TCP) emitió una resolución que ratificó la decisión del TSE de cancelar la personería jurídica de PAN-BOL.

## Resultados electorales

### Presidenciales
|  | 0.65 % |

|  | 0.52 % |

### Parlamentarias
|  | 0.65 % |

|  | 0.52 % |

### Subnacionales
| Año  | Candidato   | Votos | %               | Posición | Resultado | Notas |
| ---- | ----------- | ----- | --------------- | -------- | --------- | --- |
| 2021 | Rudy Destre | 6 616 | \| \| 3.30 % \| | (5°)     | No electo | Como parte de la alianza Cambiemos Ver lista - Creemos - Comunidad Ciudadana - Frente Revolucionario de Izquierda (FRI) - Primero la Gente (PG) - Construyendo Futuro - Partido de Acción Nacional Boliviano (PAN-BOL) |
|      | 3.30 %      |       |                 |          |           | |

| Año  | Candidato      | Votos | %               | Posición | Resultado | Notas |
| ---- | -------------- | ----- | --------------- | -------- | --------- | ----- |
| 2021 | William Zapata | 7 494 | \| \| 0.71 % \| | (8°)     | No electo |       |
|      | 0.71 %         |       |                 |          |           |       |

| Año  | Candidato      | Votos | %               | Posición | Resultado | Notas |
| ---- | -------------- | ----- | --------------- | -------- | --------- | ----- |
| 2021 | Orlando Quispe | 6 886 | \| \| 0.44 % \| | (12°)    | No electo |       |
|      | 0.44 %         |       |                 |          |           |       |

| Año  | Candidato  | Votos | %               | Posición | Resultado | Notas |
| ---- | ---------- | ----- | --------------- | -------- | --------- | ----- |
| 2021 | Lidia Lino | 5 026 | \| \| 1.94 % \| | (8°)     | No electo |       |
|      | 1.94 %     |       |                 |          |           |       |

| Año  | Candidato            | Votos  | %                | Posición | Resultado | Notas |
| ---- | -------------------- | ------ | ---------------- | -------- | --------- | ----- |
| 2021 | Marco Antonio Pumari | 70 981 | \| \| 22.29 % \| | (2°)     | No electo |       |
|      | 22.29 %              |        |                  |          |           |       |